# Kharkiv (tỉnh)
Tỉnh Kharkiv (tiếng Ukraina: Харківська область, chuyển tự Kharkivs'ka oblast; cũng viết  Kharkivshchyna – tiếng Ukraina: Харківщина) là một tỉnh ở phía đông của Ukraina. Tỉnh này giáp tỉnh Belgorod của Nga về phía bắc, tỉnh Luhansk về phía đông, tỉnh Donetsk về phía đông nam, tỉnh Dnipropetrovsk về phía tây nam, tỉnh Poltava về phía tây và tỉnh Sumy về phía tây bắc. Diện tích của Oblast là 31.400 km ² (12.100 dặm vuông Anh), tương ứng với 5,2% của tổng lãnh thổ của Ukraina.
Kharkiv Oblast là khu vực đông dân thứ ba của Ukraina, với dân số 2.598.961 người (năm 2021), hơn một nửa (1,42 triệu) sống ở thành phố Kharkiv, trung tâm hành chính của Oblast. Trong khi tiếng Nga chủ yếu được sử dụng trong các thành phố của tỉnh Kharkiv, ở những nơi khác trong tỉnh hầu hết các cư dân nói tiếng Ukraina.

## Địa lý
Tỉnh này giáp với Nga (Tỉnh Belgorod) ở phía bắc, Tỉnh Luhansk ở phía đông, Tỉnh Donetsk ở phía đông nam, Tỉnh Dnipropetrovsk ở phía tây nam, Tỉnh Poltava ở phía tây và Tỉnh Sumy ở phía tây bắc.

## Lịch sử
Trong cuộc cải cách hành chính của Liên Xô năm 1923–1929, vào năm 1925, Tỉnh Kharkov bị bãi bỏ để lại năm okruha : Okhtyrka (ban đầu là Bohodukhiv), Izyum, Kupyansk, Sumy và Kharkiv. Được giới thiệu ở Liên Xô vào năm 1923, một phân khu tương tự đã tồn tại ở Ukraina vào năm 1918. Năm 1930, tất cả okruhas cũng bị bãi bỏ với raions trở thành cấp phân khu đầu tiên của Ukraina cho đến năm 1932.
Tỉnh Kharkiv hiện đại được thành lập vào ngày 27 tháng 2 năm 1932. Vào mùa hè năm 1932, một số phần của tỉnh này được đưa vào Tỉnh Donetsk mới được thành lập ban đầu có trung tâm là Artemivsk,sau này là Stalino (Tên gọi ban đầu của Thành phố Donetsk). Sau đó vào mùa thu, một số lãnh thổ của Tỉnh Kharkiv được sử dụng để thành lập Tỉnh Chernihiv. Nhiều vùng lãnh thổ khác trở thành một phần của Tỉnh Poltava vào mùa thu năm 1937 và Tỉnh Sumy vào mùa đông năm 1939.
Trong thời kỳ Holodomor, dân số của Tỉnh Kharkiv và Tỉnh Kyiv bị ảnh hưởng nặng nề nhất. Khu vực này đã chứng kiến giao tranh lớn trong Thế chiến II trong một số Trận chiến Kharkov từ năm 1941 đến 1943.
Trong cuộc trưng cầu dân ý năm 1991, 86,33% phiếu bầu ở tỉnh Kharkiv ủng hộ Tuyên ngôn Độc lập của Ukraina. Một cuộc khảo sát được thực hiện vào tháng 12 năm 2014 bởi Viện Xã hội học Quốc tế Kyiv cho thấy 4,2% dân số của tỉnh ủng hộ khu vực của họ gia nhập Nga, 71,5% không ủng hộ ý tưởng này và phần còn lại chưa quyết định hoặc không phản hồi.
Sau Euromaidan, Cộng hòa Nhân dân Kharkov ly khai tồn tại trong thời gian ngắn đã được thành lập.
Trong cuộc xâm lược Ukraina năm 2022 của Nga, quân đội Nga đã phát động một cuộc tấn công quân sự lớn trong khu vực — cuộc tấn công vào Miền Đông Ukraina — dẫn đến việc chiếm đóng các phần của khu vực này. Đến cuối tháng 8, khoảng một phần ba lãnh thổ của Tỉnh Kharkiv đã bị chiếm đóng, bao gồm cả Izium và Kupiansk. Vào tháng 7 năm 2022, Cộng hòa Nhân dân Donetsk đã ký một bản ghi nhớ về việc "giải phóng Kharkiv khỏi Ukraina".
Đầu tháng 9 năm 2022, quân đội Ukraina bắt đầu phản công trong khu vực. Một số khu định cư trong khu vực đã được tái chiếm từ sự kiểm soát của Nga. Đến ngày 10 tháng 9 năm 2022, Ukraina đã tái chiếm Kupiansk và Izium. Vào ngày 11 tháng 9, Nga đã rút lui khỏi nhiều khu định cư mà nước này đã chiếm đóng trước đó trong vùng này và Bộ Quốc phòng Nga tuyên bố chính thức rút các lực lượng Nga khỏi hầu hết Tỉnh Kharkiv, tuyên bố rằng một "chiến dịch nhằm cắt giảm và chuyển quân đang được tiến hành." Đến ngày 12 tháng 9 năm 2022, khi tiền tuyến của Nga ở Tỉnh Kharkiv tiếp tục sụp đổ, các lực lượng Ukraina đã cố gắng đẩy lùi về biên giới đông bắc với Nga ở một số khu vực trong khu vực.  Đến ngày 3 tháng 10 năm 2022, lực lượng Nga gần như đã rút hoàn toàn khỏi Tỉnh Kharkiv, trừ vùng nhỏ Đông Bắc Dvorichna.

## Nhân khẩu học
Dân số năm 2001 là 2.895.800 triệu người, trong đó 1.328.900 người là nam giới (chiếm 45,9%) và 1.566.900 là nữ giới (chiếm 54,1%).
Tại cuộc điều tra dân số năm 2001, các nhóm dân tộc trong tỉnh Kharkiv là:
•Người Ukraina - 70,7%
•Người Nga - 25,6%
•Người Belarus - 0,5%
•Người Do Thái – 0,4%
•Người Armenia – 0,4%
•Azeris – 0,2%
•Người Gruzia – 0,15%
•Tatar – 0,14%
•Khác – 2,1%
Nhóm theo ngôn ngữ mẹ đẻ:
•Tiếng Ukraina - 53,8%
•Tiếng Nga - 44,3%
• Các Ngôn ngữ khác - 1.9%

### Cơ cấu tuổi tác
0-14 tuổi: 12,6%  (nam giới: 177.464/nữ giới: 167.321)
15-64 tuổi: 72,2%  (nam giới:945.695/nữ giới: 1.024.841)
65 tuổi trở lên: 15,2%  (nam giới: 135.737/nữ giới: 277.725)
(Số liệu chính thức năm 2013)

### Độ tuổi Trung bình
Tổng cộng: 40,5 tuổi 
Nam giới: 36,9 tuổi 
Nữ giới: 44,1 tuổi 
(Số liệu chính thức năm 2013)

## Đơn vị Hành chính Tỉnh
Tỉnh Kharkiv được chia nhỏ về mặt hành chính thành bảy vùng. Trước cải cách hành chính năm 2020, có 25 tỉnh, [3] và bảy thành phố (đô thị) trực thuộc chính quyền tỉnh (Chuhuiv, Izium, Kupiansk, Liubotyn,Lozova, Pervomaiskyi, và trung tâm hành chính của tỉnh, Kharkiv).

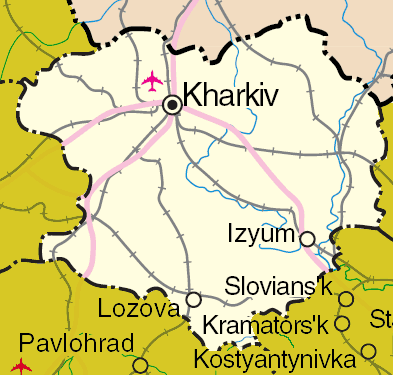
Bản đồ của Tỉnh Kharkiv

| Tên              | Tên tiếng Ukraina     | Diện tích (km2) | Dân số (2022) | Trung tâm hành chính |
| ---------------- | --------------------- | --------------- | ------------- | -------------------- |
| Chuhuiv Raion    | Чугуївський район     | 4804            | 194,177       | Chuhuiv              |
| Izium Raion      | Ізюмський район       | 5906            | 172,130       | Izium                |
| Kharkiv Raion    | Харківський район     | 3222            | 1,727,573     | Kharkiv              |
| Krasnohrad Raion | Красноградський район | 4335            | 103,856       | Krasnohrad           |
| Kupiansk Raion   | Куп'янський район     | 4612            | 130,111       | Kupiansk             |
| Lozova Raion     | Лозівський район      | 4027            | 147,361       | Lozova               |

## Kinh tế tỉnh
Tỉnh Kharkiv có nền kinh tế công nghiệp chủ yếu, bao gồm kỹ thuật, luyện kim, chế tạo, sản xuất hóa chất và chế biến thực phẩm. Nó cũng có một ngành nông nghiệp quan trọng với 19.000 km2 đất canh tác (chiếm 5,9% tổng diện tích đất canh tác của Ukraina). Sản xuất nông nghiệp tăng trưởng khá trong năm 2015.
Cũng ở Tỉnh Kharkiv là nhà máy sản xuất máy bay cho các hệ thống kiểm soát không gian. Đây là một trung tâm lớn cho tất cả các ngành kỹ thuật, từ sản xuất quy mô lớn đến vi điện tử. Cũng nằm ở Tỉnh Kharkiv là một mỏ khí đốt, là một trong những mỏ lớn nhất ở Ukraina.

## Những địa điểm nổi tiếng

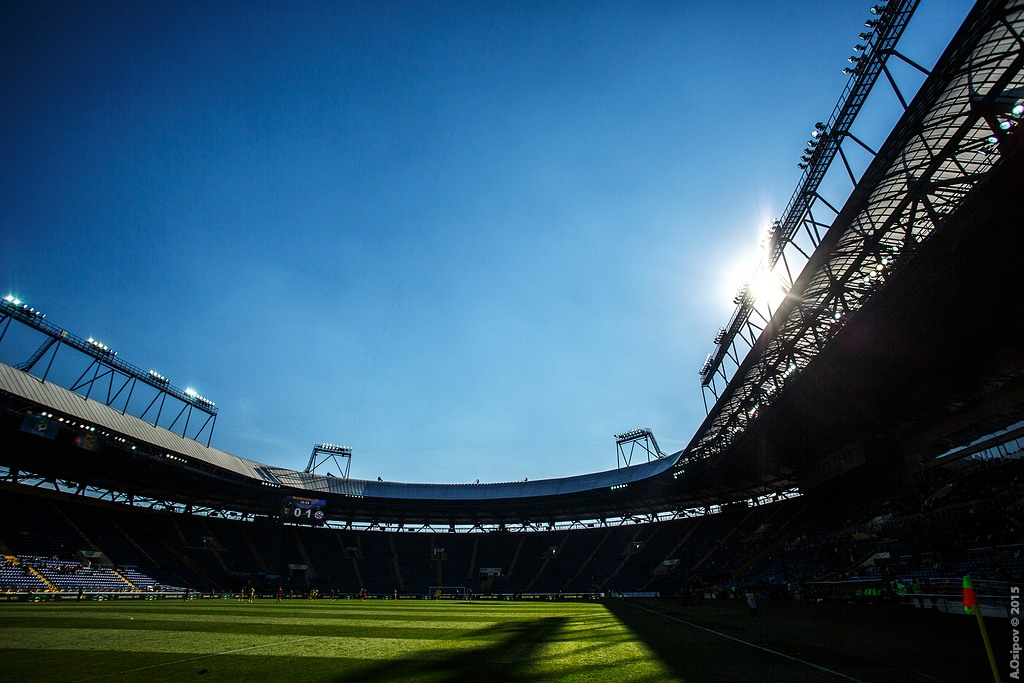
Sân vận động Metalist

Các địa điểm sau đây đã được đề cử cho Bảy kỳ quan của Ukraina.
•Tòa nhà Derzhprom
•Tu viện Pokrov (Kharkiv)
•bảo tàng Skovoroda

## Thể thao tỉnh
Nó có một liên đoàn khu vực trong Liên đoàn Khúc côn cầu của Ukraina.